# Памятник Богдану Хмельницкому (Белгород)
Памятник Богдану Хмельницкому — памятник гетману Войска Запорожского Богдану Михайловичу Хмельницкому в городе Белгород (Россия).

## Описание

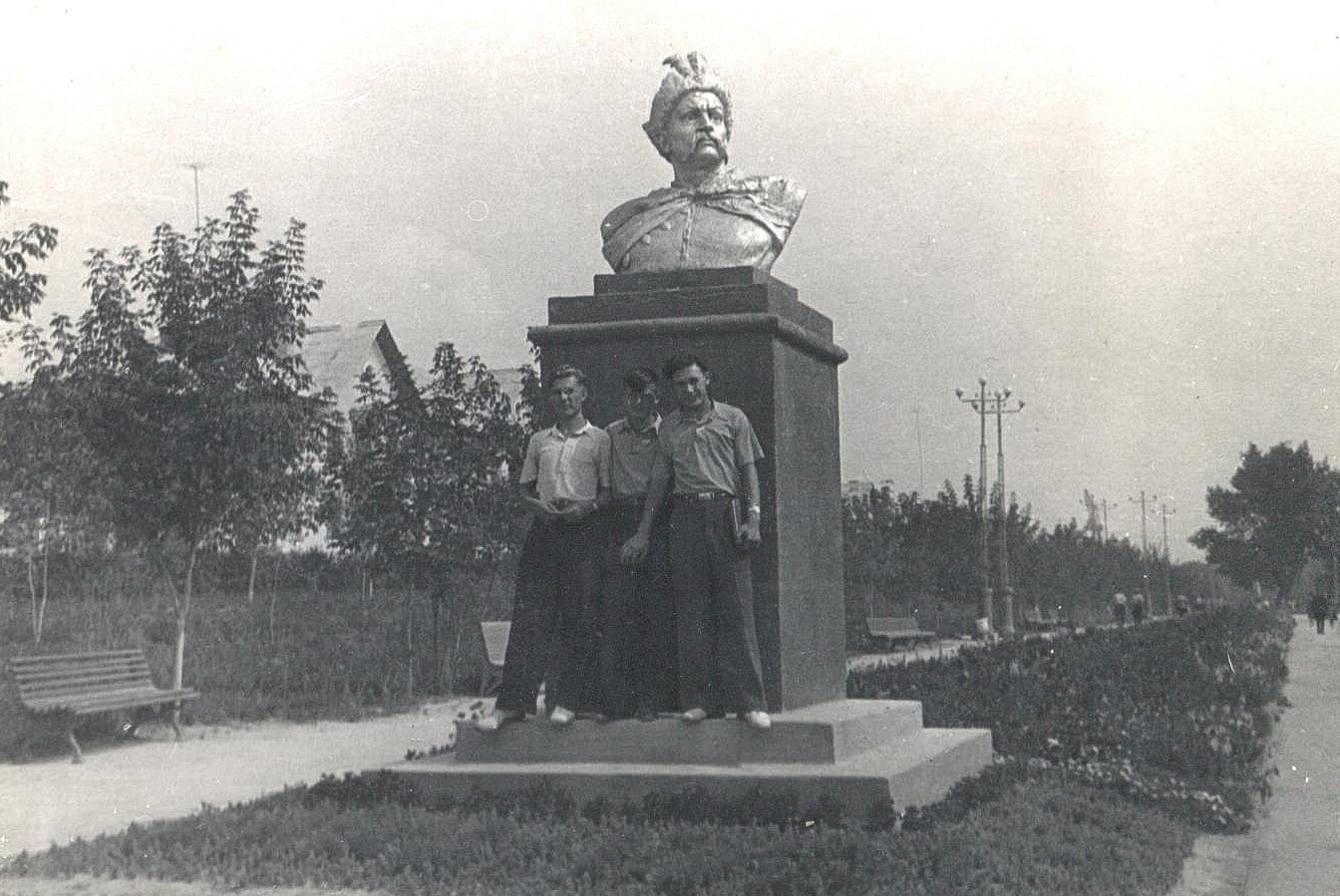
Памятник, установленный в советское время

Открытие памятника было приурочено к празднованию Дня города в Белгороде в 2014 году. Скульптуру установили на перекрестке Свято-Троицкого бульвара и главного городского проспекта Богдана Хмельницкого, который с 1954 года носит имя украинского гетмана — тогда же здесь появился первый бюст Богдана Хмельницкого.  
Образ Хмельницкого создали скульпторы Александр Лохтачев и его сын Денис в городе Златоуст, бюст был отлит из бронзы в Минске.  
Губернатор Белгородской области на открытии памятника в свое речи отметил, что:  
Именно в периоды больших кризисов и испытаний появляются новые Богданы Хмельницкие, которые поднимутся над сегодняшними проблемами и призовут нас всех к остановке братоубийственной войны. А история наших народов, русского и украинского, наше героическое прошлое – великая история.
Памятник стал составной частью проекта «Музей под открытым небом».

## Памятники Хмельницкому в Белгородской области
В 2004-м году уже был установлен бюст гетмана в приграничном поселке Ровеньки Белгородской области. Его открытие было приурочено к 350-летию Переяславской Рады. Кроме того, в поселке Дубовое под Белгородом есть природный памятник, считающийся символом воссоединения России и Украины. Существует легенда, что дуб-долгожитель был посажен в 1654 году белгородским воеводой, князем Григорием Григорьевичем Ромадановским и гетманом Украины Богданом Хмельницким. Является популярным местом для свадебных фотосессий.